# Campeonato de Primera C 2019-20 (Argentina)
El Campeonato de Primera C 2019-20 fue la octogésima séptima temporada de la categoría y la trigésima cuarta de esta división como cuarta categoría del fútbol argentino, en el orden de los clubes directamente afiliados a la AFA.
Los nuevos participantes fueron Argentino de Merlo, campeón de la Primera D 2018-19, Real Pilar, ganador del torneo reducido por eliminación y Deportivo Español, descendido de la Primera B 2018-19.
Comenzó el 27 de julio de 2019 y fue suspendido provisionalmente después de la disputa de la novena fecha del Torneo Clausura, por las medidas gubernamentales para evitar la propagación de la covid-19.
Finalmente, el 28 de abril de 2020, la Asociación del Fútbol Argentino canceló el torneo a causa de la extensión de la pandemia.

## Ascensos y descensos
| Promedio | Descendido de la Primera C 2018-19 |
| -------- | ---------------------------------- |
| 20.º     | Sportivo Barracas                  |

| Posición  | Ascendidos a la Primera B 2019-20 |
| --------- | --------------------------------- |
| 1.º       | Argentino de Quilmes              |
| 2.º       | Deportivo Armenio                 |
| Gan. red. | Villa San Carlos                  |

| Posición  | Ascendidos de la Primera D 2018-19 |
| --------- | ---------------------------------- |
| 1.°       | Argentino de Merlo                 |
| Gan. red. | Real Pilar                         |

| Promedio | Descendido de la Primera B 2018-19 |
| -------- | ---------------------------------- |
| 20.º     | Deportivo Español                  |

- De esta manera, el número de participantes disminuyó a 19.

## Equipos participantes
| Equipo              | Ciudad            | Estadio                         | Capacidad |
| ------------------- | ----------------- | ------------------------------- | --------- |
| Argentino de Merlo  | Merlo             | Merlo                           | 11 000    |
| Berazategui         | Berazategui       | Norman Lee                      | 5500      |
| Cañuelas            | Cañuelas          | José Alfredo Arín               | 2000      |
| Central Córdoba     | Rosario           | Gabino Sosa                     | 18 000    |
| Deportivo Español   | Buenos Aires      | Nueva España                    | 32 500    |
| Deportivo Laferrere | Laferrere         | Ciudad de Laferrere             | 13 000    |
| Deportivo Merlo     | Parque San Martín | José Manuel Moreno              | 10 000    |
| Dock Sud            | Dock Sud          | De los Inmigrantes              | 8200      |
| El Porvenir         | Gerli             | Gildo Francisco Ghersinich      | 14 000    |
| Excursionistas      | Buenos Aires      | Excursionistas                  | 7200      |
| Ferrocarril Midland | Libertad          | Ciudad de Libertad              | 6000      |
| General Lamadrid    | Buenos Aires      | Enrique Sexto                   | 3500      |
| Ituzaingó           | Ituzaingó         | Carlos Alberto Sacaan           | 5000      |
| Leandro N. Alem     | General Rodríguez | Leandro N. Alem                 | 4000      |
| Luján               | Luján             | Municipal de la Ciudad de Luján | 4000      |
| Real Pilar          | Pilar             | Carlos Barraza                  | 10 000    |
| San Martín          | Burzaco           | Francisco Boga                  | 6500      |
| Sportivo Italiano   | Ciudad Evita      | República de Italia             | 7000      |
| Victoriano Arenas   | Valentín Alsina   | Saturnino Moure                 | 1500      |

|  |

### Distribución geográfica de los equipos
| Región                                   | Cant. | Equipos |
| ---------------------------------------- | ----- | --- |
| Conurbano bonaerense                     | 11    | Argentino de Merlo, Berazategui, Deportivo Laferrere, Deportivo Merlo, Dock Sud, El Porvenir, Ituzaingó, Midland, San Martín (B), Sportivo Italiano y Victoriano Arenas |
| Interior de la provincia de Buenos Aires | 4     | Cañuelas, Leandro N. Alem, Luján y Real Pilar |
| Ciudad de Buenos Aires                   | 3     | Deportivo Español, Excursionistas y General Lamadrid |
| Ciudad de Rosario                        | 1     | Central Córdoba |

## Formato

### Ascensos
Los 19 participantes se debían enfrentar en dos ruedas por el sistema de todos contra todos. Ambas constituían dos torneos separados, llamados Apertura y Clausura, que clasificarían a los respectivos ganadores a una final que consagraría al campeón, que obtendría el ascenso a la Primera B (Argentina). En caso de que un mismo equipo ganara ambos torneos, sería declarado campeón. Habría un segundo ascendido, que se debía definir por un torneo reducido por eliminación directa, con formato a determinar, según fuera un mismo equipo o dos distintos los ganadores de ambas fases. Al cancelarse el torneo, los ascensos se disputan en el Campeonato Transición de Primera C 2020.

### Descenso
El equipo que ocupara el último puesto en la tabla general de posiciones (la sumatoria de ambas ruedas), habría descendido a la Primera D. Debido a la cancelación del torneo, el descenso fue anulado.

### Clasificación a la Copa Argentina 2019-20
Los primeros cuatro equipos de la tabla final del Torneo Apertura clasificaron a los treintaidosavos de final de la Copa Argentina 2019-20.

## Torneo Apertura

### Tabla de posiciones final
| Pos. | Equipo              | Pts. | PJ | PG | PE | PP | GF | GC | Dif. |
| ---- | ------------------- | ---- | -- | -- | -- | -- | -- | -- | ---- |
| 01.º | Cañuelas            | 39   | 18 | 12 | 3  | 3  | 25 | 15 | 10   |
| 02.º | Deportivo Laferrere | 37   | 18 | 11 | 4  | 3  | 23 | 13 | 10   |
| 03.º | Dock Sud            | 33   | 18 | 9  | 6  | 3  | 26 | 13 | 13   |
| 04.º | Real Pilar          | 30   | 18 | 8  | 6  | 4  | 25 | 16 | 9    |
| 05.º | Argentino de Merlo  | 29   | 18 | 8  | 5  | 5  | 29 | 17 | 12   |
| 06.º | General Lamadrid    | 29   | 18 | 8  | 5  | 5  | 20 | 15 | 5    |
| 07.º | Berazategui         | 28   | 18 | 7  | 7  | 4  | 28 | 20 | 8    |
| 08.º | Sportivo Italiano   | 25   | 18 | 7  | 4  | 7  | 17 | 20 | −3   |
| 09.º | Central Córdoba (R) | 24   | 18 | 5  | 9  | 4  | 23 | 20 | 3    |
| 10.º | Deportivo Merlo     | 24   | 18 | 6  | 6  | 6  | 14 | 19 | −5   |
| 11.º | Deportivo Español   | 23   | 18 | 5  | 8  | 5  | 17 | 24 | −7   |
| 12.º | Ferrocarril Midland | 22   | 18 | 5  | 7  | 6  | 21 | 19 | 2    |
| 13.º | San Martín (B)      | 21   | 18 | 5  | 6  | 7  | 16 | 18 | −2   |
| 14.º | Leandro N. Alem     | 20   | 18 | 5  | 5  | 8  | 20 | 22 | −2   |
| 15.º | Victoriano Arenas   | 20   | 18 | 5  | 5  | 8  | 15 | 24 | −9   |
| 16.º | Luján               | 17   | 18 | 4  | 5  | 9  | 19 | 23 | −4   |
| 17.º | Ituzaingó           | 17   | 18 | 4  | 5  | 9  | 12 | 19 | −7   |
| 18.º | Excursionistas      | 15   | 18 | 4  | 3  | 11 | 16 | 28 | −12  |
| 19.º | El Porvenir         | 8    | 18 | 1  | 5  | 12 | 8  | 29 | −21  |

|  | Ganador. Habría jugado la final por el título de campeón y clasificó a la Copa Argentina 2019-20. |
|  | Clasificados a la Copa Argentina 2019-20.                                                         |

#### Evolución de las posiciones
| Equipo / Fecha      | 1    | 2    | 3    | 4    | 5    | 6    | 7    | 8    | 9    | 10   | 11   | 12   | 13   | 14   | 15   | 16   | 17   | 18   | 19   |
| ------------------- | ---- | ---- | ---- | ---- | ---- | ---- | ---- | ---- | ---- | ---- | ---- | ---- | ---- | ---- | ---- | ---- | ---- | ---- | ---- |
| Argentino de Merlo  | 02.º | 03.º | 03.º | 09.º | 07.º | 05.º | 09.º | 13.º | 08.º | 05.º | 05.º | 07.º | 05.º | 07.º | 10.º | 06.º | 07.º | 05.º | 05.º |
| Berazategui         | 15.º | 13.º | 14.º | 09.º | 14.º | 13.º | 15.º | 16.º | 12.º | 14.º | 13.º | 12.º | 12.º | 11.º | 06.º | 07.º | 05.º | 07.º | 07.º |
| Cañuelas            | 04.º | 08.º | 02.º | 05.º | 03.º | 02.º | 01.º | 01.º | 02.º | 03.º | 02.º | 02.º | 02.º | 01.º | 01.º | 02.º | 01.º | 01.º | 01.º |
| Central Córdoba (R) | 17.º | 13.º | 09.º | 04.º | 05.º | 06.º | 04.º | 04.º | 07.º | 10.º | 12.º | 11.º | 08.º | 08.º | 09.º | 10.º | 08.º | 09.º | 09.º |
| Deportivo Español   | 19.º | 19.º | 12.º | 15.º | 17.º | 12.º | 13.º | 15.º | 16.º | 15.º | 15.º | 15.º | 10.º | 06.º | 08.º | 09.º | 10.º | 10.º | 11.º |
| Deportivo Laferrere | 17.º | 16.º | 17.º | 08.º | 04.º | 03.º | 02.º | 02.º | 03.º | 01.º | 01.º | 01.º | 01.º | 02.º | 02.º | 01.º | 03.º | 02.º | 02.º |
| Deportivo Merlo     | 01.º | 01.º | 01.º | 01.º | 02.º | 01.º | 03.º | 05.º | 06.º | 04.º | 03.º | 06.º | 09.º | 12.º | 11.º | 12.º | 10.º | 11.º | 10.º |
| Dock Sud            | 08.º | 10.º | 13.º | 18.º | 15.º | 14.º | 17.º | 11.º | 13.º | 09.º | 06.º | 03.º | 03.º | 03.º | 03.º | 03.º | 02.º | 03.º | 03.º |
| El Porvenir         | 08.º | 13.º | 14.º | 16.º | 19.º | 19.º | 18.º | 19.º | 19.º | 18.º | 19.º | 19.º | 19.º | 19.º | 19.º | 19.º | 19.º | 19.º | 19.º |
| Excursionistas      | -    | -    | 19.º | 11.º | 09.º | 09.º | 11.º | 06.º | 04.º | 07.º | 11.º | 14.º | 14.º | 15.º | 15.º | 17.º | 17.º | 17.º | 18.º |
| Ferrocarril Midland | 06.º | 03.º | 08.º | 03.º | 06.º | 08.º | 10.º | 10.º | 11.º | 08.º | 10.º | 09.º | 07.º | 10.º | 12.º | 11.º | 12.º | 12.º | 12.º |
| General Lamadrid    | -    | 12.º | 06.º | 13.º | 12.º | 16.º | 16.º | 14.º | 14.º | 11.º | 07.º | 04.º | 04.º | 04.º | 05.º | 08.º | 09.º | 06.º | 06.º |
| Ituzaingó           | 02.º | 08.º | 10.º | 14.º | 16.º | 17.º | 12.º | 12.º | 15.º | 16.º | 17.º | 16.º | 16.º | 17.º | 16.º | 15.º | 16.º | 16.º | 17.º |
| Leandro N. Alem     | 06.º | 10.º | 14.º | 19.º | 08.º | 07.º | 05.º | 07.º | 10.º | 12.º | 09.º | 10.º | 13.º | 13.º | 13.º | 13.º | 13.º | 14.º | 14.º |
| Luján               | 15.º | 06.º | 11.º | 12.º | 11.º | 15.º | 14.º | 17.º | 17.º | 17.º | 18.º | 18.º | 18.º | 18.º | 18.º | 18.º | 18.º | 18.º | 16.º |
| Real Pilar          | -    | 07.º | 04.º | 06.º | 10.º | 10.º | 06.º | 03.º | 01.º | 02.º | 04.º | 05.º | 06.º | 05.º | 07.º | 05.º | 04.º | 04.º | 04.º |
| San Martín (B)      | 08.º | 02.º | 05.º | 02.º | 01.º | 04.º | 08.º | 08.º | 09.º | 13.º | 14.º | 13.º | 15.º | 14.º | 14.º | 14.º | 15.º | 15.º | 13.º |
| Sportivo Italiano   | 04.º | 05.º | 07.º | 07.º | 12.º | 11.º | 07.º | 09.º | 05.º | 06.º | 08.º | 08.º | 11.º | 09.º | 04.º | 04.º | 06.º | 08.º | 08.º |
| Victoriano Arenas   | 08.º | 17.º | 18.º | 17.º | 18.º | 18.º | 19.º | 18.º | 18.º | 19.º | 16.º | 17.º | 17.º | 16.º | 17.º | 16.º | 14.º | 13.º | 15.º |

| 1. 2. |

### Resultados
| Fecha 1                 | Fecha 1   | Fecha 1             | Fecha 1                    | Fecha 1         | Fecha 1 |
| Local                   | Resultado | Visitante           | Estadio                    | Fecha           | Hora    |
| ----------------------- | --------- | ------------------- | -------------------------- | --------------- | ------- |
| Victoriano Arenas       | 0 - 0     | San Martín (B)      | Saturnino Moure            | 27 de julio     | 12:00   |
| Argentino de Merlo      | 2 - 1     | Berazategui         | Merlo                      | 27 de julio     | 15:30   |
| Leandro N. Alem         | 1 - 1     | Ferrocarril Midland | Leandro N. Alem            | 27 de julio     | 15:30   |
| Cañuelas                | 1 - 0     | Deportivo Laferrere | José Alfredo Arín          | 27 de julio     | 15:30   |
| El Porvenir             | 0 - 0     | Dock Sud            | Gildo Francisco Ghersinich | 28 de julio     | 15:30   |
| Sportivo Italiano       | 1 - 0     | Central Córdoba (R) | República de Italia        | 28 de julio     | 15:30   |
| Ituzaingó               | 2 - 1     | Luján               | Carlos Alberto Sacaan      | 28 de julio     | 15:30   |
| Deportivo Español       | 0 - 3     | Deportivo Merlo     | Islas Malvinas             | 30 de julio     | 15:30   |
| Excursionistas          | 2 - 1     | Real Pilar          | Excursionistas             | 4 de septiembre | 19:30   |
| Libre: General Lamadrid |           |                     |                            |                 |         |

| Fecha 2               | Fecha 2   | Fecha 2            | Fecha 2                         | Fecha 2     | Fecha 2 |
| Local                 | Resultado | Visitante          | Estadio                         | Fecha       | Hora    |
| --------------------- | --------- | ------------------ | ------------------------------- | ----------- | ------- |
| Dock Sud              | 1 - 1     | General Lamadrid   | Gildo Francisco Ghersinich      | 2 de agosto | 15:30   |
| San Martín (B)        | 2 - 0     | Ituzaingó          | Francisco Boga                  | 2 de agosto | 15:30   |
| Ferrocarril Midland   | 2 - 1     | El Porvenir        | Ciudad de Libertad              | 3 de agosto | 15:30   |
| Real Pilar            | 2 - 0     | Victoriano Arenas  | Carlos Barraza                  | 3 de agosto | 15:30   |
| Central Córdoba (R)   | 1 - 1     | Argentino de Merlo | Gabino Sosa                     | 4 de agosto | 15:30   |
| Deportivo Merlo       | 3 - 1     | Cañuelas           | José Manuel Moreno              | 4 de agosto | 15:30   |
| Deportivo Laferrere   | 0 - 0     | Sportivo Italiano  | Francisco Boga                  | 5 de agosto | 15:30   |
| Berazategui           | 0 - 0     | Leandro N. Alem    | Norman Lee                      | 5 de agosto | 15:30   |
| Luján                 | 3 - 0     | Deportivo Español  | Municipal de la Ciudad de Luján | 5 de agosto | 15:30   |
| Libre: Excursionistas |           |                    |                                 |             |         |

| Fecha 3            | Fecha 3   | Fecha 3             | Fecha 3                    | Fecha 3      | Fecha 3 |
| Local              | Resultado | Visitante           | Estadio                    | Fecha        | Hora    |
| ------------------ | --------- | ------------------- | -------------------------- | ------------ | ------- |
| Ituzaingó          | 0 - 0     | Real Pilar          | Carlos Alberto Sacaan      | 13 de agosto | 15:30   |
| Deportivo Español  | 2 - 1     | San Martín (B)      | Nueva España               | 13 de agosto | 15:30   |
| Victoriano Arenas  | 1 - 1     | Excursionistas      | Saturnino Moure            | 13 de agosto | 15:30   |
| General Lamadrid   | 1 - 0     | Ferrocarril Midland | Enrique Sexto              | 13 de agosto | 15:30   |
| Sportivo Italiano  | 2 - 0     | Deportivo Merlo     | República de Italia        | 13 de agosto | 20:00   |
| El Porvenir        | 0 - 0     | Berazategui         | Gildo Francisco Ghersinich | 14 de agosto | 15:30   |
| Leandro N. Alem    | 0 - 1     | Central Córdoba (R) | Leandro N. Alem            | 14 de agosto | 15:30   |
| Cañuelas           | 2 - 0     | Luján               | José Alfredo Arín          | 14 de agosto | 15:30   |
| Argentino de Merlo | 0 - 0     | Deportivo Laferrere | Merlo                      | 14 de agosto | 15:30   |
| Libre: Dock Sud    |           |                     |                            |              |         |

| Fecha 4                  | Fecha 4   | Fecha 4            | Fecha 4                         | Fecha 4      | Fecha 4 |
| Local                    | Resultado | Visitante          | Estadio                         | Fecha        | Hora    |
| ------------------------ | --------- | ------------------ | ------------------------------- | ------------ | ------- |
| Central Córdoba (R)      | 2 - 1     | El Porvenir        | Gabino Sosa                     | 18 de agosto | 15:30   |
| Real Pilar               | 1 - 1     | Deportivo Español  | Carlos Barraza                  | 18 de agosto | 15:30   |
| Deportivo Merlo          | 1 - 0     | Argentino de Merlo | José Manuel Moreno              | 19 de agosto | 15:30   |
| Excursionistas           | 2 - 0     | Ituzaingó          | Excursionistas                  | 19 de agosto | 15:30   |
| Berazategui              | 2 - 1     | General Lamadrid   | Norman Lee                      | 19 de agosto | 15:30   |
| Luján                    | 2 - 2     | Sportivo Italiano  | Municipal de la Ciudad de Luján | 19 de agosto | 15:30   |
| San Martín (B)           | 3 - 0     | Cañuelas           | Francisco Boga                  | 19 de agosto | 15:30   |
| Deportivo Laferrere      | 2 - 0     | Leandro N. Alem    | Ciudad de Laferrere             | 19 de agosto | 15:30   |
| Ferrocarril Midland      | 4 - 1     | Dock Sud           | Ciudad de Libertad              | 20 de agosto | 15:30   |
| Libre: Victoriano Arenas |           |                    |                                 |              |         |

| Fecha 5                    | Fecha 5   | Fecha 5             | Fecha 5                    | Fecha 5      | Fecha 5 |
| Local                      | Resultado | Visitante           | Estadio                    | Fecha        | Hora    |
| -------------------------- | --------- | ------------------- | -------------------------- | ------------ | ------- |
| Sportivo Italiano          | 0 - 1     | San Martín (B)      | República de Italia        | 23 de agosto | 15:30   |
| El Porvenir                | 0 - 1     | Deportivo Laferrere | Gildo Francisco Ghersinich | 23 de agosto | 15:30   |
| Leandro N. Alem            | 5 - 0     | Deportivo Merlo     | Leandro N. Alem            | 23 de agosto | 15:30   |
| Dock Sud                   | 1 - 0     | Berazategui         | De los Inmigrantes         | 25 de agosto | 11:00   |
| Cañuelas                   | 3 - 2     | Real Pilar          | José Alfredo Arín          | 25 de agosto | 15:30   |
| Deportivo Español          | 0 - 0     | Excursionistas      | Nueva España               | 25 de agosto | 15:30   |
| General Lamadrid           | 0 - 0     | Central Córdoba (R) | Enrique Sexto              | 26 de agosto | 15:30   |
| Ituzaingó                  | 0 - 0     | Victoriano Arenas   | Carlos Alberto Sacaan      | 26 de agosto | 15:30   |
| Argentino de Merlo         | 0 - 0     | Luján               | Merlo                      | 26 de agosto | 15:30   |
| Libre: Ferrocarril Midland |           |                     |                            |              |         |

| Fecha 6             | Fecha 6   | Fecha 6             | Fecha 6                         | Fecha 6         | Fecha 6 |
| Local               | Resultado | Visitante           | Estadio                         | Fecha           | Hora    |
| ------------------- | --------- | ------------------- | ------------------------------- | --------------- | ------- |
| Excursionistas      | 1 - 2     | Cañuelas            | Excursionistas                  | 30 de agosto    | 19:30   |
| Victoriano Arenas   | 1 - 4     | Deportivo Español   | Saturnino Moure                 | 31 de agosto    | 12:00   |
| Deportivo Merlo     | 3 - 2     | El Porvenir         | José Manuel Moreno              | 31 de agosto    | 12:00   |
| Real Pilar          | 1 - 0     | Sportivo Italiano   | Carlos Barraza                  | 31 de agosto    | 15:30   |
| Central Córdoba (R) | 2 - 2     | Dock Sud            | Gabino Sosa                     | 31 de agosto    | 15:30   |
| Luján               | 1 - 2     | Leandro N. Alem     | Municipal de la Ciudad de Luján | 1 de septiembre | 14:00   |
| San Martín (B)      | 0 - 2     | Argentino de Merlo  | Francisco Boga                  | 1 de septiembre | 14:00   |
| Berazategui         | 0 - 0     | Ferrocarril Midland | Norman Lee                      | 2 de septiembre | 15:30   |
| Deportivo Laferrere | 2 - 0     | General Lamadrid    | Ciudad de Laferrere             | 2 de septiembre | 19:00   |
| Libre: Ituzaingó    |           |                     |                                 |                 |         |

| Fecha 7             | Fecha 7   | Fecha 7             | Fecha 7                    | Fecha 7         | Fecha 7 |
| Local               | Resultado | Visitante           | Estadio                    | Fecha           | Hora    |
| ------------------- | --------- | ------------------- | -------------------------- | --------------- | ------- |
| El Porvenir         | 1 - 1     | Luján               | Gildo Francisco Ghersinich | 6 de septiembre | 15:30   |
| Cañuelas            | 2 - 0     | Victoriano Arenas   | José Alfredo Arín          | 7 de septiembre | 15:30   |
| Ferrocarril Midland | 1 - 2     | Central Córdoba (R) | Ciudad de Libertad         | 7 de septiembre | 15:30   |
| Leandro N. Alem     | 1 - 0     | San Martín (B)      | Leandro N. Alem            | 7 de septiembre | 15:30   |
| General Lamadrid    | 0 - 0     | Deportivo Merlo     | Enrique Sexto              | 8 de septiembre | 15:30   |
| Argentino de Merlo  | 0 - 1     | Real Pilar          | Merlo                      | 8 de septiembre | 15:30   |
| Deportivo Español   | 0 - 3     | Ituzaingó           | Nueva España               | 8 de septiembre | 15:30   |
| Sportivo Italiano   | 1 - 0     | Excursionistas      | República de Italia        | 9 de septiembre | 15:30   |
| Dock Sud            | 0 - 1     | Deportivo Laferrere | De los Inmigrantes         | 9 de septiembre | 15:30   |
| Libre: Berazategui  |           |                     |                            |                 |         |

| Fecha 8                  | Fecha 8   | Fecha 8             | Fecha 8                         | Fecha 8          | Fecha 8 |
| Local                    | Resultado | Visitante           | Estadio                         | Fecha            | Hora    |
| ------------------------ | --------- | ------------------- | ------------------------------- | ---------------- | ------- |
| Luján                    | 2 - 3     | General Lamadrid    | Municipal de la Ciudad de Luján | 14 de septiembre | 11:00   |
| Deportivo Merlo          | 0 - 3     | Dock Sud            | José Manuel Moreno              | 14 de septiembre | 12:00   |
| Central Córdoba (R)      | 2 - 2     | Berazategui         | Gabino Sosa                     | 14 de septiembre | 15:30   |
| Real Pilar               | 1 - 0     | Leandro N. Alem     | Carlos Barraza                  | 15 de septiembre | 15:30   |
| Excursionistas           | 3 - 1     | Argentino de Merlo  | Excursionistas                  | 15 de septiembre | 15:30   |
| Ituzaingó                | 0 - 0     | Cañuelas            | Carlos Alberto Sacaan           | 16 de septiembre | 15:30   |
| Victoriano Arenas        | 2 - 1     | Sportivo Italiano   | Saturnino Moure                 | 16 de septiembre | 15:30   |
| San Martín (B)           | 0 - 0     | El Porvenir         | Francisco Boga                  | 16 de septiembre | 15:30   |
| Deportivo Laferrere      | 0 - 0     | Ferrocarril Midland | Ciudad de Laferrere             | 16 de septiembre | 19:30   |
| Libre: Deportivo Español |           |                     |                                 |                  |         |

| Fecha 9                          | Fecha 9   | Fecha 9             | Fecha 9                    | Fecha 9          | Fecha 9 |
| Local                            | Resultado | Visitante           | Estadio                    | Fecha            | Hora    |
| -------------------------------- | --------- | ------------------- | -------------------------- | ---------------- | ------- |
| El Porvenir                      | 0 - 3     | Real Pilar          | Gildo Francisco Ghersinich | 20 de septiembre | 15:30   |
| Leandro N. Alem                  | 0 - 2     | Excursionistas      | Leandro N. Alem            | 20 de septiembre | 15:30   |
| Ferrocarril Midland              | 0 - 0     | Deportivo Merlo     | Ciudad de Libertad         | 21 de septiembre | 11:00   |
| Cañuelas                         | 1 - 1     | Deportivo Español   | José Alfredo Arín          | 21 de septiembre | 15:30   |
| Berazategui                      | 6 - 4     | Deportivo Laferrere | Norman Lee                 | 22 de septiembre | 11:00   |
| General Lamadrid                 | 1 - 1     | San Martín (B)      | Enrique Sexto              | 22 de septiembre | 15:30   |
| Dock Sud                         | 0 - 0     | Luján               | De los Inmigrantes         | 23 de septiembre | 15:30   |
| Argentino de Merlo               | 5 - 1     | Victoriano Arenas   | Merlo                      | 23 de septiembre | 15:30   |
| Sportivo Italiano                | 1 - 0     | Ituzaingó           | República de Italia        | 23 de septiembre | 15:30   |
| Libre: Central Córdoba (Rosario) |           |                     |                            |                  |         |

| Fecha 10            | Fecha 10  | Fecha 10            | Fecha 10                        | Fecha 10         | Fecha 10 |
| Local               | Resultado | Visitante           | Estadio                         | Fecha            | Hora     |
| ------------------- | --------- | ------------------- | ------------------------------- | ---------------- | -------- |
| Excursionistas      | 0 - 1     | El Porvenir         | Excursionistas                  | 27 de septiembre | 19:30    |
| Deportivo Merlo     | 1 - 0     | Berazategui         | José Manuel Moreno              | 28 de septiembre | 12:30    |
| San Martín (B)      | 0 - 2     | Dock Sud            | Francisco Boga                  | 29 de septiembre | 11:00    |
| Ituzaingó           | 1 - 4     | Argentino de Merlo  | Carlos Alberto Sacaan           | 29 de septiembre | 15:30    |
| Deportivo Español   | 0 - 0     | Sportivo Italiano   | Nueva España                    | 29 de septiembre | 15:30    |
| Deportivo Laferrere | 2 - 1     | Central Córdoba (R) | Ciudad de Laferrere             | 29 de septiembre | 15:30    |
| Victoriano Arenas   | 1 - 1     | Leandro N. Alem     | Saturnino Moure                 | 30 de septiembre | 15:30    |
| Real Pilar          | 0 - 1     | General Lamadrid    | Carlos Barraza                  | 30 de septiembre | 15:30    |
| Luján               | 1 - 2     | Ferrocarril Midland | Municipal de la Ciudad de Luján | 1 de octubre     | 15:30    |
| Libre: Cañuelas     |           |                     |                                 |                  |          |

| Fecha 11                   | Fecha 11  | Fecha 11          | Fecha 11                   | Fecha 11     | Fecha 11 |
| Local                      | Resultado | Visitante         | Estadio                    | Fecha        | Hora     |
| -------------------------- | --------- | ----------------- | -------------------------- | ------------ | -------- |
| Sportivo Italiano          | 1 - 1     | Cañuelas          | República de Italia        | 5 de octubre | 15:30    |
| Central Córdoba (R)        | 0 - 0     | Deportivo Merlo   | Gabino Sosa                | 5 de octubre | 15:30    |
| Berazategui                | 2 - 1     | Luján             | Norman Lee                 | 6 de octubre | 11:00    |
| General Lamadrid           | 2 - 0     | Excursionistas    | Enrique Sexto              | 6 de octubre | 15:30    |
| Dock Sud                   | 2 - 0     | Real Pilar        | De los Inmigrantes         | 7 de octubre | 15:30    |
| Ferrocarril Midland        | 0 - 0     | San Martín (B)    | Ciudad de Libertad         | 7 de octubre | 15:30    |
| El Porvenir                | 0 - 3     | Victoriano Arenas | Gildo Francisco Ghersinich | 7 de octubre | 15:30    |
| Argentino de Merlo         | 1 - 1     | Deportivo Español | Merlo                      | 8 de octubre | 15:30    |
| Leandro N. Alem            | 2 - 1     | Ituzaingó         | Leandro N. Alem            | 8 de octubre | 15:30    |
| Libre: Deportivo Laferrere |           |                   |                            |              |          |

| Fecha 12                 | Fecha 12  | Fecha 12            | Fecha 12                        | Fecha 12      | Fecha 12 |
| Local                    | Resultado | Visitante           | Estadio                         | Fecha         | Hora     |
| ------------------------ | --------- | ------------------- | ------------------------------- | ------------- | -------- |
| Victoriano Arenas        | 0 - 1     | General Lamadrid    | Saturnino Moure                 | 12 de octubre | 13:00    |
| Real Pilar               | 2 - 2     | Ferrocarril Midland | Carlos Barraza                  | 12 de octubre | 15:30    |
| Deportivo Merlo          | 0 - 1     | Deportivo Laferrere | José Manuel Moreno              | 12 de octubre | 16:00    |
| Luján                    | 0 - 0     | Central Córdoba (R) | Municipal de la Ciudad de Luján | 13 de octubre | 15:30    |
| Cañuelas                 | 2 - 1     | Argentino de Merlo  | José Alfredo Arín               | 13 de octubre | 15:30    |
| Excursionistas           | 0 - 3     | Dock Sud            | Excursionistas                  | 13 de octubre | 15:30    |
| Ituzaingó                | 1 - 0     | El Porvenir         | Carlos Alberto Sacaan           | 13 de octubre | 15:30    |
| Deportivo Español        | 1 - 0     | Leandro N. Alem     | Nueva España                    | 14 de octubre | 15:30    |
| San Martín (B)           | 2 - 2     | Berazategui         | Francisco Boga                  | 14 de octubre | 15:30    |
| Libre: Sportivo Italiano |           |                     |                                 |               |          |

| Fecha 13               | Fecha 13  | Fecha 13          | Fecha 13                   | Fecha 13      | Fecha 13 |
| Local                  | Resultado | Visitante         | Estadio                    | Fecha         | Hora     |
| ---------------------- | --------- | ----------------- | -------------------------- | ------------- | -------- |
| Ferrocarril Midland    | 2 - 0     | Excursionistas    | Ciudad de Libertad         | 19 de octubre | 12:00    |
| Central Córdoba (R)    | 3 - 0     | San Martín (B)    | Gabino Sosa                | 19 de octubre | 15:30    |
| El Porvenir            | 0 - 1     | Deportivo Español | Gildo Francisco Ghersinich | 20 de octubre | 11:00    |
| General Lamadrid       | 1 - 0     | Ituzaingó         | Enrique Sexto              | 20 de octubre | 15:30    |
| Berazategui            | 1 - 1     | Real Pilar        | Norman Lee                 | 20 de octubre | 15:30    |
| Deportivo Laferrere    | 1 - 0     | Luján             | Ciudad de Laferrere        | 20 de octubre | 19:30    |
| Leandro N. Alem        | 0 - 1     | Cañuelas          | Leandro N. Alem            | 21 de octubre | 15:30    |
| Argentino de Merlo     | 2 - 0     | Sportivo Italiano | Merlo                      | 21 de octubre | 15:30    |
| Dock Sud               | 2 - 0     | Victoriano Arenas | De los Inmigrantes         | 21 de octubre | 15:30    |
| Libre: Deportivo Merlo |           |                   |                            |               |          |

| Fecha 14                  | Fecha 14  | Fecha 14            | Fecha 14                        | Fecha 14       | Fecha 14 |
| Local                     | Resultado | Visitante           | Estadio                         | Fecha          | Hora     |
| ------------------------- | --------- | ------------------- | ------------------------------- | -------------- | -------- |
| Real Pilar                | 3 - 3     | Central Córdoba (R) | Carlos Barraza                  | 29 de octubre  | 15:30    |
| Cañuelas                  | 3 - 0     | El Porvenir         | José Alfredo Arín               | 1 de noviembre | 15:30    |
| Victoriano Arenas         | 3 - 2     | Ferrocarril Midland | Saturnino Moure                 | 1 de noviembre | 15:30    |
| Ituzaingó                 | 1 - 2     | Dock Sud            | Carlos Alberto Sacaan           | 2 de noviembre | 15:30    |
| Deportivo Español         | 2 - 1     | General Lamadrid    | Nueva España                    | 2 de noviembre | 15:30    |
| Sportivo Italiano         | 4 - 2     | Leandro N. Alem     | República de Italia             | 2 de noviembre | 15:30    |
| Excursionistas            | 2 - 4     | Berazategui         | Excursionistas                  | 2 de noviembre | 15:30    |
| Luján                     | 3 - 0     | Deportivo Merlo     | Municipal de la Ciudad de Luján | 3 de noviembre | 15:30    |
| San Martín (B)            | 1 - 2     | Deportivo Laferrere | Francisco Boga                  | 4 de noviembre | 15:30    |
| Libre: Argentino de Merlo |           |                     |                                 |                |          |

| Fecha 15            | Fecha 15  | Fecha 15           | Fecha 15                   | Fecha 15        | Fecha 15 |
| Local               | Resultado | Visitante          | Estadio                    | Fecha           | Hora     |
| ------------------- | --------- | ------------------ | -------------------------- | --------------- | -------- |
| Dock Sud            | 0 - 0     | Deportivo Español  | De los Inmigrantes         | 9 de noviembre  | 11:00    |
| Deportivo Merlo     | 0 - 0     | San Martín (B)     | José Manuel Moreno         | 9 de noviembre  | 15:30    |
| Central Córdoba (R) | 2 - 2     | Excursionistas     | Gabino Sosa                | 9 de noviembre  | 15:30    |
| Berazategui         | 1 - 0     | Victoriano Arenas  | Norman Lee                 | 10 de noviembre | 12:00    |
| Ferrocarril Midland | 0 - 1     | Ituzaingó          | Ciudad de Libertad         | 10 de noviembre | 15:30    |
| General Lamadrid    | 0 - 1     | Cañuelas           | Enrique Sexto              | 10 de noviembre | 15:30    |
| Deportivo Laferrere | 1 - 1     | Real Pilar         | Ciudad de Laferrere        | 10 de noviembre | 15:30    |
| El Porvenir         | 0 - 1     | Sportivo Italiano  | Gildo Francisco Ghersinich | 11 de noviembre | 15:30    |
| Leandro N. Alem     | 2 - 1     | Argentino de Merlo | Leandro N. Alem            | 11 de noviembre | 15:30    |
| Libre: Luján        |           |                    |                            |                 |          |

| Fecha 16               | Fecha 16  | Fecha 16            | Fecha 16              | Fecha 16        | Fecha 16 |
| Local                  | Resultado | Visitante           | Estadio               | Fecha           | Hora     |
| ---------------------- | --------- | ------------------- | --------------------- | --------------- | -------- |
| Ituzaingó              | 1 - 1     | Berazategui         | Carlos Alberto Sacaan | 16 de noviembre | 17:00    |
| Deportivo Español      | 1 - 1     | Ferrocarril Midland | Nueva España          | 16 de noviembre | 17:00    |
| Excursionistas         | 1 - 2     | Deportivo Laferrere | Excursionistas        | 17 de noviembre | 17:00    |
| San Martín (B)         | 3 - 1     | Luján               | Francisco Boga        | 17 de noviembre | 17:00    |
| Real Pilar             | 2 - 0     | Deportivo Merlo     | Carlos Barraza        | 17 de noviembre | 17:00    |
| Cañuelas               | 1 - 2     | Dock Sud            | José Alfredo Arín     | 18 de noviembre | 17:00    |
| Victoriano Arenas      | 1 - 0     | Central Córdoba (R) | Saturnino Moure       | 18 de noviembre | 17:00    |
| Sportivo Italiano      | 2 - 1     | General Lamadrid    | República de Italia   | 18 de noviembre | 17:00    |
| Argentino de Merlo     | 3 - 0     | El Porvenir         | Merlo                 | 18 de noviembre | 17:00    |
| Libre: Leandro N. Alem |           |                     |                       |                 |          |

| Fecha 17                    | Fecha 17  | Fecha 17           | Fecha 17                        | Fecha 17        | Fecha 17 |
| Local                       | Resultado | Visitante          | Estadio                         | Fecha           | Hora     |
| --------------------------- | --------- | ------------------ | ------------------------------- | --------------- | -------- |
| Deportivo Laferrere         | 0 - 1     | Victoriano Arenas  | Ciudad de Laferrere             | 22 de noviembre | 20:00    |
| Central Córdoba (R)         | 2 - 1     | Ituzaingó          | Gabino Sosa                     | 23 de noviembre | 17:00    |
| Deportivo Merlo             | 3 - 0     | Excursionistas     | José Manuel Moreno              | 23 de noviembre | 17:00    |
| Ferrocarril Midland         | 1 - 2     | Cañuelas           | Ciudad de Libertad              | 24 de noviembre | 17:00    |
| General Lamadrid            | 1 - 1     | Argentino de Merlo | Enrique Sexto                   | 24 de noviembre | 17:00    |
| Dock Sud                    | 4 - 0     | Sportivo Italiano  | De los Inmigrantes              | 25 de noviembre | 17:00    |
| Berazategui                 | 3 - 0     | Deportivo Español  | Norman Lee                      | 25 de noviembre | 17:00    |
| Luján                       | 0 - 2     | Real Pilar         | Municipal de la Ciudad de Luján | 25 de noviembre | 17:00    |
| El Porvenir                 | 2 - 2     | Leandro N. Alem    | Gildo Francisco Ghersinich      | 26 de noviembre | 17:00    |
| Libre: San Martín (Burzaco) |           |                    |                                 |                 |          |

| Fecha 18           | Fecha 18  | Fecha 18            | Fecha 18              | Fecha 18        | Fecha 18 |
| Local              | Resultado | Visitante           | Estadio               | Fecha           | Hora     |
| ------------------ | --------- | ------------------- | --------------------- | --------------- | -------- |
| Victoriano Arenas  | 0 - 0     | Deportivo Merlo     | Saturnino Moure       | 30 de noviembre | 17:00    |
| Argentino de Merlo | 2 - 0     | Dock Sud            | Merlo                 | 30 de noviembre | 17:00    |
| Ituzaingó          | 0 - 1     | Deportivo Laferrere | Carlos Alberto Sacaan | 30 de noviembre | 17:00    |
| Leandro N. Alem    | 1 - 2     | General Lamadrid    | Leandro N. Alem       | 30 de noviembre | 17:00    |
| Sportivo Italiano  | 0 - 1     | Ferrocarril Midland | República de Italia   | 30 de noviembre | 17:00    |
| Cañuelas           | 1 - 0     | Berazategui         | José Alfredo Arín     | 30 de noviembre | 17:00    |
| Excursionistas     | 0 - 1     | Luján               | Excursionistas        | 2 de diciembre  | 17:00    |
| Real Pilar         | 2 - 0     | San Martín (B)      | Carlos Barraza        | 2 de diciembre  | 17:00    |
| Deportivo Español  | 2 - 2     | Central Córdoba (R) | Nueva España          | 2 de diciembre  | 17:00    |
| Libre: El Porvenir |           |                     |                       |                 |          |

| Fecha 19            | Fecha 19  | Fecha 19           | Fecha 19                        | Fecha 19       | Fecha 19 |
| Local               | Resultado | Visitante          | Estadio                         | Fecha          | Hora     |
| ------------------- | --------- | ------------------ | ------------------------------- | -------------- | -------- |
| Deportivo Laferrere | 3 - 1     | Deportivo Español  | Ciudad de Laferrere             | 7 de diciembre | 17:00    |
| Central Córdoba (R) | 0 - 1     | Cañuelas           | Gabino Sosa                     | 7 de diciembre | 17:00    |
| General Lamadrid    | 3 - 0     | El Porvenir        | Enrique Sexto                   | 7 de diciembre | 17:00    |
| Dock Sud            | 1 - 1     | Leandro N. Alem    | De los Inmigrantes              | 8 de diciembre | 17:00    |
| Ferrocarril Midland | 2 - 3     | Argentino de Merlo | Ciudad de Libertad              | 8 de diciembre | 17:00    |
| Berazategui         | 3 - 1     | Sportivo Italiano  | Norman Lee                      | 9 de diciembre | 17:00    |
| San Martín (B)      | 2 - 0     | Excursionistas     | Francisco Boga                  | 9 de diciembre | 17:00    |
| Luján               | 2 - 1     | Victoriano Arenas  | Municipal de la Ciudad de Luján | 9 de diciembre | 17:00    |
| Deportivo Merlo     | 0 - 0     | Ituzaingó          | José Manuel Moreno              | 9 de diciembre | 17:00    |
| Libre: Real Pilar   |           |                    |                                 |                |          |

1. ↑  Suspendido en el entretiempo por falta de ambulancia, con el resultado 0 a 0. Se completó el 4 de septiembre, a partir de las 15:30.
2. ↑  Suspendidos por las condiciones climáticas. Se jugaron el 10 de septiembre, a partir de las 15:30.
3. ↑  Suspendidos por las condiciones climáticas. Se jugaron el 15 de octubre, a partir de las 15:30.
4. ↑  Suspendido por las condiciones climáticas. Se jugó el 15 de octubre, a partir de las 16:00.
5. ↑  Suspendido por falta de suministro eléctrico. Se jugó el 9 de diciembre, a partir de las 17:00.

## Torneo Clausura

### Tabla de posiciones
| Pos. | Equipo              | Pts. | PJ | PG | PE | PP | GF | GC | Dif. |
| ---- | ------------------- | ---- | -- | -- | -- | -- | -- | -- | ---- |
| 01.º | Deportivo Merlo     | 20   | 9  | 6  | 2  | 1  | 17 | 7  | 10   |
| 02.º | Excursionistas      | 16   | 8  | 5  | 1  | 2  | 12 | 8  | 4    |
| 03.º | Real Pilar          | 15   | 9  | 4  | 3  | 2  | 12 | 7  | 5    |
| 04.º | Luján               | 15   | 9  | 4  | 3  | 2  | 9  | 8  | 1    |
| 05.º | Dock Sud            | 14   | 8  | 4  | 2  | 2  | 11 | 10 | 1    |
| 06.º | Ferrocarril Midland | 13   | 8  | 4  | 1  | 3  | 10 | 9  | 1    |
| 07.º | Victoriano Arenas   | 12   | 8  | 3  | 3  | 2  | 14 | 9  | 5    |
| 08.º | Ituzaingó           | 12   | 8  | 3  | 3  | 2  | 10 | 8  | 2    |
| 09.º | Deportivo Laferrere | 12   | 9  | 3  | 3  | 3  | 9  | 9  | 0    |
| 10.º | Argentino de Merlo  | 12   | 9  | 3  | 3  | 3  | 13 | 14 | −1   |
| 11.º | Leandro N. Alem     | 12   | 9  | 3  | 3  | 3  | 11 | 13 | −2   |
| 12.º | San Martín (B)      | 12   | 9  | 3  | 3  | 3  | 8  | 10 | −2   |
| 13.º | General Lamadrid    | 11   | 8  | 3  | 2  | 3  | 8  | 7  | 1    |
| 14.º | Central Córdoba (R) | 9    | 8  | 2  | 3  | 3  | 7  | 5  | 2    |
| 15.º | Sportivo Italiano   | 9    | 9  | 1  | 6  | 2  | 7  | 8  | −1   |
| 16.º | El Porvenir         | 9    | 9  | 2  | 3  | 4  | 5  | 12 | −7   |
| 17.º | Berazategui         | 7    | 8  | 2  | 1  | 5  | 11 | 13 | −2   |
| 18.º | Cañuelas            | 5    | 9  | 1  | 2  | 6  | 5  | 14 | −9   |
| 19.º | Deportivo Español   | 3    | 8  | 0  | 3  | 5  | 4  | 12 | −8   |

|  | El equipo que ocupara esta posición al finalizar la disputa habría jugado la final por el título de campeón. |

#### Evolución de las posiciones
| Equipo / Fecha      | 1    | 2    | 3    | 4    | 5    | 6    | 7    | 8    | 9    |
| ------------------- | ---- | ---- | ---- | ---- | ---- | ---- | ---- | ---- | ---- |
| Argentino de Merlo  | 19.º | 09.º | 13.º | 14.º | 14.º | 09.º | 08.º | 06.º | 10.º |
| Berazategui         | 01.º | 02.º | 07.º | 03.º | 06.º | 13.º | 14.º | 17.º | 17.º |
| Cañuelas            | 17.º | 19.º | 19.º | 19.º | 18.º | 18.º | 18.º | 18.º | 18.º |
| Central Córdoba (R) | 10.º | 17.º | 15.º | 08.º | 12.º | 16.º | 16.º | 11.º | 14.º |
| Deportivo Español   | 17.º | 15.º | 17.º | 18.º | 19.º | 19.º | 19.º | 19.º | 19.º |
| Deportivo Laferrere | 04.º | 06.º | 03.º | 10.º | 04.º | 10.º | 09.º | 13.º | 09.º |
| Deportivo Merlo     | 04.º | 01.º | 01.º | 01.º | 01.º | 01.º | 01.º | 01.º | 01.º |
| Dock Sud            | 10.º | 18.º | 18.º | 15.º | 11.º | 05.º | 06.º | 03.º | 05.º |
| El Porvenir         | 10.º | 15.º | 12.º | 16.º | 17.º | 17.º | 17.º | 16.º | 16.º |
| Excursionistas      | 06.º | 12.º | 08.º | 12.º | 07.º | 03.º | 02.º | 05.º | 02.º |
| Ferrocarril Midland | 15.º | 08.º | 09.º | 13.º | 15.º | 11.º | 07.º | 04.º | 06.º |
| General Lamadrid    | -    | 07.º | 06.º | 11.º | 13.º | 08.º | 12.º | 10.º | 13.º |
| Ituzaingó           | 15.º | 13.º | 09.º | 05.º | 10.º | 05.º | 13.º | 09.º | 08.º |
| Leandro N. Alem     | 02.º | 03.º | 03.º | 02.º | 02.º | 06.º | 03.º | 07.º | 11.º |
| Luján               | 02.º | 04.º | 02.º | 06.º | 05.º | 02.º | 04.º | 08.º | 04.º |
| Real Pilar          | 06.º | 04.º | 09.º | 04.º | 09.º | 03.º | 05.º | 02.º | 03.º |
| San Martín (B)      | 06.º | 10.º | 05.º | 09.º | 03.º | 07.º | 10.º | 14.º | 12.º |
| Sportivo Italiano   | 10.º | 11.º | 14.º | 07.º | 08.º | 15.º | 15.º | 15.º | 15.º |
| Victoriano Arenas   | 06.º | 13.º | 16.º | 17.º | 15.º | 12.º | 11.º | 12.º | 07.º |

| 1. |

### Resultados
| Fecha 1                 | Fecha 1   | Fecha 1            | Fecha 1                         | Fecha 1     | Fecha 1 |
| Local                   | Resultado | Visitante          | Estadio                         | Fecha       | Hora    |
| ----------------------- | --------- | ------------------ | ------------------------------- | ----------- | ------- |
| Dock Sud                | 0 - 0     | El Porvenir        | De los Inmigrantes              | 24 de enero | 17:00   |
| Luján                   | 2 - 1     | Ituzaingó          | Municipal de la Ciudad de Luján | 25 de enero | 17:00   |
| Central Córdoba (R)     | 0 - 0     | Sportivo Italiano  | Gabino Sosa                     | 25 de enero | 17:00   |
| San Martín (B)          | 1 - 1     | Victoriano Arenas  | Francisco Boga                  | 25 de enero | 17:00   |
| Deportivo Laferrere     | 1 - 0     | Cañuelas           | Ciudad de Laferrere             | 25 de enero | 17:00   |
| Deportivo Merlo         | 1 - 0     | Deportivo Español  | José Manuel Moreno              | 25 de enero | 17:00   |
| Real Pilar              | 1 - 1     | Excursionistas     | Carlos Barraza                  | 26 de enero | 17:00   |
| Ferrocarril Midland     | 1 - 2     | Leandro N. Alem    | Ciudad de Libertad              | 26 de enero | 17:00   |
| Berazategui             | 2 - 0     | Argentino de Merlo | Norman Lee                      | 27 de enero | 17:00   |
| Libre: General Lamadrid |           |                    |                                 |             |         |

| Fecha 2               | Fecha 2   | Fecha 2             | Fecha 2                    | Fecha 2      | Fecha 2 |
| Local                 | Resultado | Visitante           | Estadio                    | Fecha        | Hora    |
| --------------------- | --------- | ------------------- | -------------------------- | ------------ | ------- |
| El Porvenir           | 1 - 2     | Ferrocarril Midland | Gildo Francisco Ghersinich | 31 de enero  | 17:00   |
| Sportivo Italiano     | 1 - 1     | Deportivo Laferrere | República de Italia        | 31 de enero  | 17:00   |
| Leandro N. Alem       | 3 - 3     | Berazategui         | Leandro N. Alem            | 31 de enero  | 17:00   |
| Ituzaingó             | 1 - 1     | San Martín (B)      | Carlos Alberto Sacaan      | 31 de enero  | 17:00   |
| Victoriano Arenas     | 1 - 2     | Real Pilar          | Saturnino Moure            | 1 de febrero | 17:00   |
| General Lamadrid      | 3 - 0     | Dock Sud            | Enrique Sexto              | 1 de febrero | 17:00   |
| Argentino de Merlo    | 1 - 0     | Central Córdoba (R) | Merlo                      | 1 de febrero | 17:00   |
| Deportivo Español     | 1 - 1     | Luján               | Nueva España               | 1 de febrero | 17:00   |
| Cañuelas              | 0 - 4     | Deportivo Merlo     | José Alfredo Arín          | 1 de febrero | 17:00   |
| Libre: Excursionistas |           |                     |                            |              |         |

| Fecha 3             | Fecha 3   | Fecha 3            | Fecha 3                         | Fecha 3      | Fecha 3 |
| Local               | Resultado | Visitante          | Estadio                         | Fecha        | Hora    |
| ------------------- | --------- | ------------------ | ------------------------------- | ------------ | ------- |
| Berazategui         | 0 - 1     | El Porvenir        | Norman Lee                      | 4 de febrero | 17:00   |
| Excursionistas      | 1 - 0     | Victoriano Arenas  | Excursionistas                  | 4 de febrero | 17:00   |
| Central Córdoba (R) | 0 - 0     | Leandro N. Alem    | Gabino Sosa                     | 4 de febrero | 17:00   |
| Deportivo Merlo     | 1 - 1     | Sportivo Italiano  | José Manuel Moreno              | 4 de febrero | 17:00   |
| Deportivo Laferrere | 3 - 3     | Argentino de Merlo | Ciudad de Laferrere             | 4 de febrero | 20:00   |
| Luján               | 1 - 0     | Cañuelas           | Municipal de la Ciudad de Luján | 5 de febrero | 17:00   |
| San Martín (B)      | 1 - 0     | Deportivo Español  | Francisco Boga                  | 5 de febrero | 17:00   |
| Real Pilar          | 0 - 1     | Ituzaingó          | Carlos Barraza                  | 5 de febrero | 17:00   |
| Ferrocarril Midland | 0 - 0     | General Lamadrid   | Ciudad de Libertad              | 5 de febrero | 17:30   |
| Libre: Dock Sud     |           |                    |                                 |              |         |

| Fecha 4                  | Fecha 4   | Fecha 4             | Fecha 4                    | Fecha 4       | Fecha 4 |
| Local                    | Resultado | Visitante           | Estadio                    | Fecha         | Hora    |
| ------------------------ | --------- | ------------------- | -------------------------- | ------------- | ------- |
| Deportivo Español        | 0 - 2     | Real Pilar          | Nueva España               | 8 de febrero  | 17:00   |
| Cañuelas                 | 0 - 1     | San Martín (B)      | José Alfredo Arín          | 9 de febrero  | 17:00   |
| General Lamadrid         | 0 - 2     | Berazategui         | Enrique Sexto              | 9 de febrero  | 17:00   |
| Argentino de Merlo       | 1 - 2     | Deportivo Merlo     | Merlo                      | 9 de febrero  | 17:00   |
| Leandro N. Alem          | 1 - 0     | Deportivo Laferrere | Leandro N. Alem            | 10 de febrero | 17:00   |
| Ituzaingó                | 2 - 1     | Excursionistas      | Carlos Alberto Sacaan      | 10 de febrero | 17:00   |
| Sportivo Italiano        | 2 - 0     | Luján               | República de Italia        | 10 de febrero | 17:00   |
| Dock Sud                 | 2 - 1     | Ferrocarril Midland | De los Inmigrantes         | 11 de febrero | 17:00   |
| El Porvenir              | 0 - 4     | Central Córdoba (R) | Gildo Francisco Ghersinich | 11 de febrero | 17:00   |
| Libre: Victoriano Arenas |           |                     |                            |               |         |

| Fecha 5                    | Fecha 5   | Fecha 5            | Fecha 5                         | Fecha 5       | Fecha 5 |
| Local                      | Resultado | Visitante          | Estadio                         | Fecha         | Hora    |
| -------------------------- | --------- | ------------------ | ------------------------------- | ------------- | ------- |
| Victoriano Arenas          | 2 - 1     | Ituzaingó          | Saturnino Moure                 | 15 de febrero | 17:00   |
| Deportivo Merlo            | 0 - 0     | Leandro N. Alem    | José Manuel Moreno              | 15 de febrero | 17:00   |
| Real Pilar                 | 0 - 1     | Cañuelas           | Carlos Barraza                  | 15 de febrero | 17:00   |
| Deportivo Laferrere        | 2 - 1     | El Porvenir        | Ciudad de Laferrere             | 15 de febrero | 21:00   |
| Berazategui                | 2 - 3     | Dock Sud           | Norman Lee                      | 16 de febrero | 17:00   |
| Central Córdoba (R)        | 1 - 1     | General Lamadrid   | Gabino Sosa                     | 16 de febrero | 17:00   |
| San Martín (B)             | 0 - 0     | Sportivo Italiano  | Francisco Boga                  | 16 de febrero | 17:00   |
| Luján                      | 1 - 1     | Argentino de Merlo | Municipal de la Ciudad de Luján | 17 de febrero | 17:00   |
| Excursionistas             | 3 - 1     | Deportivo Español  | Excursionistas                  | 17 de febrero | 18:00   |
| Libre: Ferrocarril Midland |           |                    |                                 |               |         |

| Fecha 6             | Fecha 6   | Fecha 6             | Fecha 6                          | Fecha 6       | Fecha 6 |
| Local               | Resultado | Visitante           | Estadio                          | Fecha         | Hora    |
| ------------------- | --------- | ------------------- | -------------------------------- | ------------- | ------- |
| Dock Sud            | 1 - 0     | Central Córdoba (R) | De los Inmigrantes               | 21 de febrero | 17:00   |
| Ferrocarril Midland | 3 - 1     | Berazategui         | Ciudad de Libertad               | 22 de febrero | 17:00   |
| General Lamadrid    | 1 - 0     | Deportivo Laferrere | Enrique Sexto                    | 23 de febrero | 17:00   |
| Leandro N. Alem     | 1 - 2     | Luján               | Leandro N. Alem                  | 23 de febrero | 17:00   |
| Cañuelas            | 1 - 2     | Excursionistas      | Talleres de Remedios de Escalada | 24 de febrero | 17:00   |
| El Porvenir         | 0 - 3     | Deportivo Merlo     | Gildo Francisco Ghersinich       | 24 de febrero | 17:00   |
| Argentino de Merlo  | 4 - 1     | San Martín (B)      | Merlo                            | 24 de febrero | 17:00   |
| Sportivo Italiano   | 1 - 3     | Real Pilar          | República de Italia              | 24 de febrero | 17:00   |
| Deportivo Español   | 0 - 2     | Victoriano Arenas   | Nueva España                     | 25 de febrero | 17:00   |
| Libre: Ituzaingó    |           |                     |                                  |               |         |

| Fecha 7             | Fecha 7   | Fecha 7             | Fecha 7                         | Fecha 7       | Fecha 7 |
| Local               | Resultado | Visitante           | Estadio                         | Fecha         | Hora    |
| ------------------- | --------- | ------------------- | ------------------------------- | ------------- | ------- |
| Deportivo Laferrere | 1 - 1     | Dock Sud            | Ciudad de Laferrere             | 28 de febrero | 17:00   |
| Real Pilar          | 0 - 0     | Argentino de Merlo  | Carlos Barraza                  | 29 de febrero | 17:00   |
| Ituzaingó           | 1 - 1     | Deportivo Español   | Carlos Alberto Sacaan           | 29 de febrero | 17:00   |
| Central Córdoba (R) | 0 - 1     | Ferrocarril Midland | Gabino Sosa                     | 29 de febrero | 17:00   |
| Luján               | 0 - 0     | El Porvenir         | Municipal de la Ciudad de Luján | 1 de marzo    | 17:00   |
| Victoriano Arenas   | 2 - 2     | Cañuelas            | Saturnino Moure                 | 1 de marzo    | 17:00   |
| Excursionistas      | 1 - 0     | Sportivo Italiano   | Excursionistas                  | 1 de marzo    | 17:00   |
| San Martín (B)      | 1 - 2     | Leandro N. Alem     | Francisco Boga                  | 1 de marzo    | 17:00   |
| Deportivo Merlo     | 2 - 1     | General Lamadrid    | José Manuel Moreno              | 1 de marzo    | 17:00   |
| Libre: Berazategui  |           |                     |                                 |               |         |

| Fecha 8                  | Fecha 8   | Fecha 8             | Fecha 8                    | Fecha 8     | Fecha 8 |
| Local                    | Resultado | Visitante           | Estadio                    | Fecha       | Hora    |
| ------------------------ | --------- | ------------------- | -------------------------- | ----------- | ------- |
| Cañuelas                 | 0 - 2     | Ituzaingó           | Talleres (RE)              | 6 de marzo  | 17:00   |
| Berazategui              | 1 - 2     | Central Córdoba (R) | Norman Lee                 | 6 de marzo  | 17:00   |
| Leandro N. Alem          | 1 - 3     | Real Pilar          | Leandro N. Alem            | 6 de marzo  | 17:00   |
| Argentino de Merlo       | 2 - 0     | Excursionistas      | Merlo                      | 6 de marzo  | 20:00   |
| Sportivo Italiano        | 1 - 1     | Victoriano Arenas   | República de Italia        | 7 de marzo  | 17:00   |
| General Lamadrid         | 1 - 0     | Luján               | Enrique Sexto              | 8 de marzo  | 17:00   |
| Ferrocarril Midland      | 1 - 0     | Deportivo Laferrere | Ciudad de Libertad         | 8 de marzo  | 17:00   |
| El Porvenir              | 1 - 0     | San Martín (B)      | Gildo Francisco Ghersinich | 9 de marzo  | 17:00   |
| Dock Sud                 | 3 - 1     | Deportivo Merlo     | De los Inmigrantes         | 10 de marzo | 17:00   |
| Libre: Deportivo Español |           |                     |                            |             |         |

| Fecha 9                          | Fecha 9   | Fecha 9             | Fecha 9                         | Fecha 9     | Fecha 9 |
| Local                            | Resultado | Visitante           | Estadio                         | Fecha       | Hora    |
| -------------------------------- | --------- | ------------------- | ------------------------------- | ----------- | ------- |
| Ituzaingó                        | 1 - 1     | Sportivo Italiano   | Carlos Alberto Sacaan           | 13 de marzo | 17:00   |
| Deportivo Laferrere              | 1 - 0     | Berazategui         | Ciudad de Laferrere             | 14 de marzo | 16:00   |
| Victoriano Arenas                | 5 - 1     | Argentino de Merlo  | Saturnino Moure                 | 15 de marzo | 11:00   |
| Real Pilar                       | 1 - 1     | El Porvenir         | Carlos Barraza                  | 15 de marzo | 16:00   |
| Deportivo Español                | 1 - 1     | Cañuelas            | Nueva España                    | 15 de marzo | 16:00   |
| Deportivo Merlo                  | 3 - 1     | Ferrocarril Midland | José Manuel Moreno              | 15 de marzo | 16:00   |
| Luján                            | 2 - 1     | Dock Sud            | Municipal de la Ciudad de Luján | 16 de marzo | 16:00   |
| San Martín (B)                   | 2 - 1     | General Lamadrid    | Francisco Boga                  | 16 de marzo | 16:00   |
| Excursionistas                   | 3 - 1     | Leandro N. Alem     | Excursionistas                  | 16 de marzo | 18:00   |
| Libre: Central Córdoba (Rosario) |           |                     |                                 |             |         |

1. ↑  Suspendido a los 40 minutos del primer tiempo por incidentes, con el resultado 0 a 0. Se le dio por ganado a San Martín (B) por 1 a 0.
2. ↑  Suspendido por problemas con la iluminación del estadio. Se jugó el 18 de febrero, a partir de las 17:00.
3. ↑  Suspendido a los 37 del primer tiempo por las condiciones climáticas, con el resultado 0 a 0. Se completó el 18 de febrero, a partir de las 17:00.

## Tabla general de posiciones
Es la sumatoria de los puntos obtenidos en ambos torneos, Apertura y Clausura. Iba a usarse para determinar el descenso y los eventuales clasificados al Torneo reducido por el segundo ascenso.
| Pos. | Equipo              | Pts. | PJ | PG | PE | PP | GF | GC | Dif. |
| ---- | ------------------- | ---- | -- | -- | -- | -- | -- | -- | ---- |
| 01.º | Deportivo Laferrere | 49   | 27 | 14 | 7  | 6  | 32 | 22 | 10   |
| 02.º | Dock Sud            | 47   | 26 | 13 | 8  | 5  | 37 | 23 | 14   |
| 03.º | Real Pilar          | 45   | 27 | 12 | 9  | 6  | 37 | 23 | 14   |
| 04.º | Deportivo Merlo     | 44   | 27 | 12 | 8  | 7  | 31 | 26 | 5    |
| 05.º | Cañuelas            | 44   | 27 | 13 | 5  | 9  | 30 | 29 | 1    |
| 06.º | Argentino de Merlo  | 41   | 27 | 11 | 8  | 8  | 42 | 31 | 11   |
| 07.º | General Lamadrid    | 40   | 26 | 11 | 7  | 8  | 28 | 22 | 6    |
| 08.º | Berazategui         | 35   | 26 | 9  | 8  | 9  | 39 | 33 | 6    |
| 09.º | Ferrocarril Midland | 35   | 26 | 9  | 8  | 9  | 31 | 28 | 3    |
| 10.º | Sportivo Italiano   | 34   | 27 | 8  | 10 | 9  | 24 | 28 | −4   |
| 11.º | Central Córdoba (R) | 33   | 26 | 7  | 12 | 7  | 30 | 25 | 5    |
| 12.º | San Martín (B)      | 33   | 27 | 8  | 9  | 10 | 24 | 28 | −4   |
| 13.º | Luján               | 32   | 27 | 8  | 8  | 11 | 28 | 31 | −3   |
| 14.º | Leandro N. Alem     | 32   | 27 | 8  | 8  | 11 | 31 | 35 | −4   |
| 15.º | Victoriano Arenas   | 32   | 26 | 8  | 8  | 10 | 29 | 33 | −4   |
| 16.º | Excursionistas      | 31   | 26 | 9  | 4  | 13 | 28 | 36 | −8   |
| 17.º | Ituzaingó           | 29   | 26 | 7  | 8  | 11 | 22 | 27 | −5   |
| 18.º | Deportivo Español   | 26   | 26 | 5  | 11 | 10 | 21 | 36 | −15  |
| 19.º | El Porvenir         | 17   | 27 | 3  | 8  | 16 | 13 | 41 | −28  |

|  | Ganador del Torneo Apertura. Estaba clasificado a la final por el campeonato.                                                                                          |
|  | Los equipos que ocuparan estas posiciones al finalizar la disputa participarían, eventualmente, del torneo reducido por el segundo ascenso a la Primera B (Argentina). |
|  | El equipo que ocupara esta posición al finalizar la disputa habría descendido a la Primera D.                                                                          |

#### Evolución de las posiciones
| Equipo / Fecha      | 1    | 2    | 3    | 4    | 5    | 6    | 7    | 8    | 9    | 10   | 11   | 12   | 13   | 14   | 15   | 16ía | 17   | 18   | 19   | 20   | 21   | 22   | 23   | 24   | 25   | 26   | 27   | 28   |
| ------------------- | ---- | ---- | ---- | ---- | ---- | ---- | ---- | ---- | ---- | ---- | ---- | ---- | ---- | ---- | ---- | ---- | ---- | ---- | ---- | ---- | ---- | ---- | ---- | ---- | ---- | ---- | ---- | ---- |
| Argentino de Merlo  | 02.º | 03.º | 03.º | 09.º | 07.º | 05.º | 09.º | 13.º | 08.º | 05.º | 05.º | 07.º | 05.º | 07.º | 10.º | 06.º | 07.º | 05.º | 05.º | 06.º | 05.º | 05.º | 07.º | 07.º | 06.º | 06.º | 05.º | 06.º |
| Berazategui         | 15.º | 13.º | 14.º | 09.º | 14.º | 13.º | 11.º | 16.º | 12.º | 14.º | 13.º | 12.º | 12.º | 11.º | 06.º | 07.º | 05.º | 07.º | 07.º | 04.º | 07.º | 07.º | 05.º | 05.º | 08.º | 08.º | 08.º | 08.º |
| Cañuelas            | 04.º | 08.º | 02.º | 05.º | 03.º | 02.º | 01.º | 01.º | 02.º | 03.º | 02.º | 02.º | 02.º | 01.º | 01.º | 02.º | 01.º | 01.º | 01.º | 02.º | 02.º | 02.º | 02.º | 02.º | 03.º | 03.º | 04.º | 05.º |
| Central Córdoba (R) | 17.º | 13.º | 09.º | 04.º | 05.º | 06.º | 04.º | 04.º | 07.º | 10.º | 12.º | 11.º | 08.º | 08.º | 09.º | 10.º | 08.º | 09.º | 09.º | 10.º | 11.º | 11.º | 10.º | 10.º | 10.º | 12.º | 10.º | 11.º |
| Deportivo Español   | 19.º | 19.º | 12.º | 15.º | 17.º | 12.º | 13.º | 15.º | 16.º | 15.º | 15.º | 15.º | 10.º | 06.º | 08.º | 09.º | 10.º | 10.º | 11.º | 12.º | 15.º | 15.º | 16.º | 17.º | 18.º | 18.º | 18.º | 18.º |
| Deportivo Laferrere | 17.º | 16.º | 17.º | 08.º | 04.º | 03.º | 02.º | 02.º | 03.º | 01.º | 01.º | 01.º | 01.º | 02.º | 02.º | 01.º | 03.º | 02.º | 02.º | 01.º | 01.º | 01.º | 01.º | 01.º | 01.º | 01.º | 02.º | 01.º |
| Deportivo Merlo     | 01.º | 01.º | 01.º | 01.º | 02.º | 01.º | 03.º | 05.º | 06.º | 04.º | 03.º | 06.º | 09.º | 12.º | 11.º | 12.º | 10.º | 11.º | 10.º | 08.º | 08.º | 08.º | 06.º | 06.º | 05.º | 05.º | 06.º | 04.º |
| Dock Sud            | 08.º | 10.º | 13.º | 18.º | 15.º | 14.º | 17.º | 11.º | 13.º | 09.º | 06.º | 03.º | 03.º | 03.º | 03.º | 03.º | 02.º | 03.º | 03.º | 03.º | 03.º | 03.º | 04.º | 03.º | 02.º | 02.º | 01.º | 02.º |
| El Porvenir         | 08.º | 13.º | 14.º | 16.º | 19.º | 19.º | 18.º | 19.º | 19.º | 18.º | 19.º | 19.º | 19.º | 19.º | 19.º | 19.º | 19.º | 19.º | 19.º | 19.º | 19.º | 19.º | 19.º | 19.º | 19.º | 19.º | 19.º | 19.º |
| Excursionistas      | -    | -    | 19.º | 11.º | 09.º | 09.º | 11.º | 06.º | 04.º | 07.º | 11.º | 14.º | 14.º | 15.º | 15.º | 17.º | 17.º | 17.º | 18.º | 18.º | 18.º | 18.º | 18.º | 18.º | 16.º | 15.º | 17.º | 16.º |
| Ferrocarril Midland | 06.º | 03.º | 08.º | 03.º | 06.º | 08.º | 10.º | 10.º | 11.º | 08.º | 10.º | 09.º | 07.º | 10.º | 12.º | 11.º | 12.º | 12.º | 12.º | 13.º | 10.º | 10.º | 12.º | 13.º | 12.º | 09.º | 09.º | 09.º |
| General Lamadrid    | -    | 12.º | 06.º | 13.º | 12.º | 16.º | 16.º | 14.º | 14.º | 11.º | 07.º | 04.º | 04.º | 04.º | 05.º | 08.º | 09.º | 06.º | 06.º | 07.º | 06.º | 06.º | 08.º | 08.º | 07.º | 07.º | 07.º | 07.º |
| Ituzaingó           | 02.º | 08.º | 10.º | 14.º | 16.º | 17.º | 12.º | 12.º | 15.º | 16.º | 17.º | 16.º | 16.º | 17.º | 16.º | 15.º | 16.º | 16.º | 17.º | 17.º | 16.º | 16.º | 15.º | 15.º | 17.º | 17.º | 16.º | 17.º |
| Leandro N. Alem     | 06.º | 10.º | 14.º | 19.º | 08.º | 07.º | 05.º | 07.º | 10.º | 12.º | 09.º | 10.º | 13.º | 13.º | 13.º | 13.º | 13.º | 14.º | 14.º | 11.º | 13.º | 13.º | 11.º | 12.º | 13.º | 10.º | 12.º | 14.º |
| Luján               | 15.º | 06.º | 11.º | 12.º | 11.º | 15.º | 14.º | 17.º | 17.º | 17.º | 18.º | 18.º | 18.º | 18.º | 18.º | 18.º | 18.º | 18.º | 16.º | 16.º | 14.º | 14.º | 14.º | 14.º | 14.º | 14.º | 14.º | 13.º |
| Real Pilar          | -    | 07.º | 04.º | 06.º | 10.º | 10.º | 06.º | 03.º | 01.º | 02.º | 04.º | 05.º | 06.º | 05.º | 07.º | 05.º | 04.º | 04.º | 04.º | 05.º | 04.º | 04.º | 03.º | 04.º | 04.º | 04.º | 03.º | 03.º |
| San Martín (B)      | 08.º | 02.º | 05.º | 02.º | 01.º | 04.º | 08.º | 08.º | 09.º | 13.º | 14.º | 13.º | 15.º | 14.º | 14.º | 14.º | 15.º | 15.º | 13.º | 14.º | 12.º | 12.º | 13.º | 11.º | 11.º | 13.º | 13.º | 12.º |
| Sportivo Italiano   | 04.º | 05.º | 07.º | 07.º | 12.º | 11.º | 07.º | 09.º | 05.º | 06.º | 08.º | 08.º | 11.º | 09.º | 04.º | 04.º | 06.º | 08.º | 08.º | 09.º | 09.º | 09.º | 09.º | 09.º | 09.º | 11.º | 11.º | 10.º |
| Victoriano Arenas   | 08.º | 17.º | 18.º | 17.º | 18.º | 18.º | 19.º | 18.º | 18.º | 19.º | 16.º | 17.º | 17.º | 16.º | 17.º | 16.º | 14.º | 13.º | 15.º | 15.º | 17.º | 17.º | 17.º | 16.º | 15.º | 16.º | 15.º | 15.º |

| 1. 2. 3. |

## Goleadores
| Jugador         | Equipo              | Goles | Jugada | Penal |
| --------------- | ------------------- | ----- | ------ | ----- |
| Wilson Chimeli  | Real Pilar          | 17    | 15     | 2     |
| Damián Villalba | Deportivo Laferrere | 12    | 11     | 1     |
| Alan Salvador   | Argentino de Merlo  | 8     | 8      | 0     |
| Matías Coselli  | Argentino de Merlo  | 8     | 7      | 1     |
| Sergio Sosa     | Berazategui         | 8     | 7      | 1     |

## Entrenadores
| Listado de entrenadores | Listado de entrenadores    | Listado de entrenadores |
| Equipo                  | Entrenador/es              | Fechas                  |
| ----------------------- | -------------------------- | ----------------------- |
| Argentino de Merlo      | Martín Perelman            | 1.ª en adelante         |
| Berazategui             | Marcelo Barrera            | 1.ª en adelante         |
| Cañuelas                | Roberto Sosa               | 1.ª en adelante         |
| Central Córdoba         | Eduardo Bustos Montoya     | 1.ª en adelante         |
| Deportivo Español       | Rodrigo Bilbao             | 1.ª en adelante         |
| Deportivo Laferrere     | César Monasterio           | 1.ª en adelante         |
| Deportivo Merlo         | Marcelo Straccia           | 1.ª en adelante         |
| Dock Sud                | Guillermo "Willy" De Lucca | 4.ª en adelante         |
| El Porvenir             | Carlos Landaburo           | 1.ª en adelante         |
| Excursionistas          | Gabriel Manzini            | 1.ª en adelante         |
| Ferrocarril Midland     | Gustavo Cisneros           | 1.ª en adelante         |
| General Lamadrid        | Horacio Fabregat           | 1.ª en adelante         |
| Ituzaingó               | Chacho Rodríguez           | 1.ª en adelante         |
| Leandro N. Alem         | Carlos Cordone             | 1.ª en adelante         |
| Luján                   | Abel Oroná                 | 1.ª en adelante         |
| Real Pilar              | Tomás Arrotea Molina       | 1.ª en adelante         |
| San Martín              | Daniel Stechina            | 1.ª en adelante         |
| Sportivo Italiano       | Daniel Vicentin            | 1.ª en adelante         |
| Victoriano Arenas       | Sergio Geldstein           | 1.ª en adelante         |